# 28 mars dans les chemins de fer
28 février 28 avril
Chronologies thématiques
- Croisades
- Sports
- Disney

Cette page concerne les événements qui se sont déroulés un 28 mars dans les chemins de fer.

## Événements

### XXesiècle
- 1912.  France :   Déclaration d'utilité publique du second réseau des Chemins de fer des Côtes-du-Nord.
- 1955. France : la locomotive électrique CC 7107 (Alsthom) de la SNCF atteint 331 km/h, record du monde, sur la ligne des Landes entre Facture et Morcenx (1,5 kV, courant continu). La SNCF rééditera ce record le lendemain avec une BB 9004.